# Open Your Eyes (Album)
Open Your Eyes ist ein Musikalbum der Band Yes, das im Jahr 1997 veröffentlicht wurde. Schon immer hatte es bei Yes einen beinahe kontinuierlichen Besetzungswechsel gegeben, vor diesem Album war der Keyboarder Rick Wakeman erneut ausgestiegen. Billy Sherwood, der vor Union als Ersatz für Anderson im Gespräch gewesen war und seit damals als offizielles oder inoffizielles Mitglied von Yes im Umfeld der Band aktiv war (auf Talk, Keys to Ascension, Keys to Ascension 2, nach Open Your Eyes auf The Ladder, beim Chris Squire Experiment, bei Conspiracy und Circa:), war durch die besondere Entstehungsgeschichte des Albums zum Bandmitglied geworden. Der Keyboarder Igor Khoroshev, für das Album nur als Studiomusiker engagiert, wurde während der darauffolgenden Tour zum festen Bandmitglied.

## Entstehung
Als im Jahr 1997 innerhalb weniger Wochen gleich zwei Yes-Alben erschienen, reagierte die Fangemeinde mit Verwunderung. Seit den frühen 80er Jahren hatte man sich an meist jahrelange Abstände zwischen den Veröffentlichungen neuen Studiomaterials gewöhnt.
Der Hintergrund für diese ungewöhnliche Veröffentlichungspolitik war der Wechsel von Management und Plattenfirma im Jahr 1997, ein Prozess, während dessen Keyboarder Wakeman die Band zum wiederholten Male verlassen hatte. Aufgrund der schlechten Verkaufszahlen des Albums Keys to Ascension (1996), die Yes' damalige Plattenfirma CMC darauf zurückgeführt hatte, dass Yes nicht auf Tournee gegangen waren, um das Album zu bewerben, verhinderte CMC die für Frühjahr 1997 geplante Veröffentlichung des direkten Nachfolgers Keys to Ascension 2 zunächst. Daraufhin wechselte die Band erneut die Plattenfirma.
Yes wollten nun auf Tournee gehen, doch ihre neue Plattenfirma Eagle/Beyond bestand darauf, dass die Band zunächst neues Material liefern sollte, da sie halb leere Hallen fürchtete, wenn Yes ohne ein neues Produkt touren würden. Da jedoch kaum neues Songmaterial vorhanden war, entschloss man sich, ähnlich wie bei 90125, das zu dieser Zeit gerade im Entstehen begriffene Album Chemistry des Squire/Sherwood-Projekts Conspiracy kurzerhand zu einem Yes-Album umzufunktionieren. Squire, Sherwood und White begannen daraufhin, so schnell wie möglich ein präsentables Album zu erarbeiten, Anderson kam etwas später dazu, aber Howe konnte aus Zeitgründen erst gegen Ende der Arbeiten dazustoßen, er hatte daher nur wenig Einfluss auf die Musik. Die meiste Gitarrenarbeit stammt daher von Billy Sherwood, der auch den Großteil der Keyboardparts einspielte, da die Band zu dieser Zeit keinen Keyboarder hatte. Igor Khoroshev, der während der Open your Eyes-Tour die Tasteninstrumente bedienen sollte, wurde von Anderson ebenfalls erst gegen Ende der Arbeiten ins Boot geholt. Khoroshev hatte Anderson ein Band mit Eigenkompositionen geschickt, das diesem gefiel, weshalb er im Verlauf der Tour zu einem festen Bandmitglied werden sollte. Er ersetzte einige Keyboardparts Sherwoods, und Steve Howe ließ ein Gitarrensolo entfernen, um Platz für einen weiteren Beitrag Khoroshevs zu schaffen. Khoroshev ist auf New State of Mind, No Way We Can Lose und Fortune Seller zu hören.
Auf dem Titellied Open Your Eyes spielt der Session-Musiker Steve Porcaro (Toto) Keyboards, der auch auf früheren Fassungen des Stückes, die z. B. 1992 von Squires Hobby-Band The Chris Squire Experiment gespielt wurden, zu hören ist.
Als von Eagle/Beyond das Erscheinen des neuen Yes-Albums unter dem Namen Open Your Eyes für das Frühjahr 1998 und eine dazugehörige Tournee für den Oktober angekündigt wurde, entschloss sich CMC, Keys to Ascension 2 doch noch zu veröffentlichen, um vom Marketing des Konkurrenten zu profitieren. Obwohl Eagle/Beyond das Erscheinen von Open Your Eyes auf den 24. November 1997 vorverlegte und die Band damit enorm unter Zeitdruck setzte, erschien Keys to Ascension 2 noch drei Wochen vor dem Konkurrenzprodukt, am 3. November 1997.

## Titelliste
1. New State of Mind – 6:00
2. Open Your Eyes – 5:14
3. Universal Garden – 6:16
4. No Way We Can Lose – 4:56
5. Fortune Seller – 5:00
6. Man in the Moon – 4:41
7. Wonderlove – 6:06
8. From the Balcony – 2:43
9. Loveshine – 4:37
10. Somehow.....Someday – 4:47
11. The Solution – 5:25
12. hidden track – (Ambient sounds, 16:21, nach 2 Minuten Pause)

Alle Lieder wurden von Anderson, Squire, Howe, White und Sherwood geschrieben.
Anmerkungen
- Open Your Eyes wurde im Jahr 2000 auf dem Conspiracy-Album Conspiracy unter dem Titel Whish I knew in einer anderen Version wiederveröffentlicht.

- Man in the Moon findet sich ebenfalls in einer anderen Version auf Conspiracy.

- Dem Album wurde ein etwa 16-minütiger Ambient-Track angehängt, der Ausschnitte der Open your Eyes-Songs und die Ambient-Sounds vom Anfang von Close to the Edge (vom gleichnamigen Album) mischt. Dieser wurde während der 1997–98er Tour in Nordamerika und Europa vor Beginn der Konzerte gespielt

- Der Chemistry-Song Light in My Life wurde nicht verwendet, er ist auf dem ersten Conspiracy-Album zu hören

## Singleauskopplungen
1. Open Your Eyes Radio Edit (4:10)/Open Your Eyes Album Version (5:14) 1997
2. No Way We Can Lose 1997
3. New State of Mind Radio Edit (4:11)/New State of Mind Dual Solo Edit (4:17)/New State of Mind Album Version (short ending)(5:23)/New State of Mind Album Version (6:00) 1997

## Cover
Wegen der knappen Zeit wurde beschlossen, lediglich Roger Deans klassisches Yes-Logo vor schwarzem Hintergrund auf das Cover zu nehmen. Angesichts des Mainstreamcharakters der Musik schon unpassend, wäre ein aufwändiges Roger-Dean-Cover vollkommen fehl am Platz gewesen.

## Rückschau
Die kurze Zeit zwischen der Veröffentlichung des Vorgängeralbums Keys to Ascension 2 und Open Your Eyes verwunderte viele Fans. Dies war durch den Wechsel von Plattenfirma und Management bedingt. Während die bisherige Plattenfirma die Veröffentlichung von Keys to Ascension 2 hinauszögerte, um Open your Eyes Konkurrenz zu machen, setzte das neue Management alles daran, die beiden Keys to Ascension-Alben vergessen zu machen – was den Plattenverkäufen der Band nicht gerade zuträglich war: So war auf dem Cover von Open your Eyes ein Aufkleber zu sehen, der das neue Album als erstes Studioalbum der Band seit Talk bezeichnete – ein Versuch zwar, direkt an die erfolgreiche Rabin-Ära anzuknüpfen, gleichzeitig aber ein Signal, das unter den Fans der Band für einiges Befremden sorgte, hatten doch beide Keys to Ascension-Alben neues Studiomaterial enthalten.
Open Your Eyes enthält ausschließlich kurze, vergleichsweise schlichte Lieder, die entsprechend der Entstehungsgeschichte des Albums deutlich als Conspiracy-Songs (und weit weniger als Yes-Songs) zu erkennen sind. Nach den Longtracks auf den beiden Keys to Ascension-Alben, in denen Yes-Fans eine Rückkehr zum Stil der 70er Jahre gesehen hatten, war dies für viele eine Enttäuschung. Der Löwenanteil des Materials stammt von Squire und Sherwood, darunter auch das Titelstück Open Your Eyes, das 2000 auf dem Album Conspiracy unter dem Titel Whish I Knew in einer Conspiracy-Version wiederveröffentlicht wurde. Der Beitrag von Howe beschränkt sich auf das kurze From the Balcony, ein Stück, das Anderson hörte, zu dem er einen Text schrieb und das dem Album in den letzten Tagen der Aufnahmesessions hinzugefügt wurde. Somehow.....Someday benutzt eine Melodie aus dem Song Boundaries von Jon Andersons Solo-Album Animation (1982), die er kurz vor der Veröffentlichung von Open Your Eyes bereits auf The Promise Ring unter dem Titel O'er wiederverwendet hatte. Doch erzielte die Band auch mit diesen eher auf den Singlemarkt zugeschnittenen Stücken keinerlei nennenswerten kommerziellen Erfolg: Das Album erreichte Platz 151 in den US-Charts (eine Woche lang vertreten), während es im Heimatland England nicht einmal in den Hitlisten erschien. Es verkaufte sich insgesamt nur etwa 200.000-mal.
Schon kurz nach Beginn der dazugehörigen Tour war im Internet dann der Satz "Don't expect to hear anything from "Open Your Eyes" again" zu lesen. Yes haben auf der Open Your Eyes-Tour lediglich den Titelsong und From the Balcony regelmäßig gespielt, No Way We Can Lose wurde nur zweimal gespielt, dazu war New State of Mind während der Soundchecks zu hören. Steve Howe äußerte sich sehr bald äußerst kritisch über das Album, und selbst Billy Sherwood, der zusammen mit Chris Squire die meiste Arbeit in das Projekt gesteckt hatte, beschreibt es mittlerweile als Kompromiss. Unter den Fans der Band gilt Open Your Eyes heute weithin als ihr schlechtestes Album. Tatsächlich haben Yes seit 1998 kein Stück von Open Your Eyes mehr live gespielt.
Letztlich lässt sich das Album gut mit 90125 vergleichen: auch diese Platte war ursprünglich für ein ganz anderes Projekt gedacht gewesen und erst im letzten Moment zum Yes-Album erklärt worden.

## Live
- Open Your Eyes wurde auf der Tour Open your Eyes 1997/1998 147-mal live gespielt
- No Way We Can Lose wurde auf der Tour Open your Eyes 1997/1998 2-mal live gespielt
- From The Balcony wurde auf der Tour Open your Eyes 1997/1998 43-mal live gespielt